# Довгий чумацький шлях
«Довгий чумацький шлях» (інша: «Далекий чумацький шлях») — радянський художній фільм 1983 року, знятий режисером Амангельди Тажбаєвим на кіностудії «Казахфільм».

## Сюжет
1944 рік. З метою надання допомоги голодуючим районам визволеного Донбасу вирішено перегнати з Казахстану велику рогату худобу. Ця історія розповідає про те, як група гуртувальників взяла на себе людський і громадянський обов'язок здійснити довгий шлях по дорогах ще незакінченої війни.

## У ролях
- Джамбул Худайбергенов — Камбар
- Амангельди Тажбаєв — Тураш
- Жанна Керімтаєва — Айша
- Мейрман Нурекєєв — Малік
- Петро Солдатов — Степан
- Сатибалди Куанишбаєв — Алімбай
- Жанат Акпергенов — Бораш
- Даурен Медетбаев — Тулеген
- Гавриїл Бойченко — роль другого плану
- Гульзія Бельбаєва — дружина Маліка
- Бікен Рімова — роль другого плану
- Лев Тьомкін — роль другого плану
- Дімаш Ахімов — роль другого плану

## Знімальна група
- Режисер — Амангельди Тажбаєв
- Сценаристи — Болат Габітов-Джансугуров, Сергій Бодров
- Оператор — Енуар Даулбаєв
- Композитор — Кенес Дуйсекєєв
- Художник — Віктор Ледньов